# Cochlostoma martorelli
Cochlostoma martorelli is een slakkensoort uit de familie van de Megalomastomatidae. De wetenschappelijke naam van de soort is voor het eerst geldig gepubliceerd in 1880 door Servain.